# Дрејксвил (Ајова)
Дрејксвил (енгл. Drakesville) град је у америчкој савезној држави Ајова. По попису становништва из 2010. у њему је живело 184 становника.

## Демографија
Према попису становништва из 2010. у граду је живело 184 становника, што је -1 (-0.5%) становника више него 2000. године.
| Група             | 2000.       | 2010.       |
| Белци             | 177 (95,7%) | 182 (98,9%) |
| Афроамериканци    | 1 (0,5%)    | 0 (0,0%)    |
| Азијати           | 0 (0,0%)    | 0 (0,0%)    |
| Хиспаноамериканци | 5 (2,7%)    | 1 (0,5%)    |
| Укупно            | 185         | 184         |